# Krimse Oblast
De Krimse Oblast (Russisch: Крымская область; Krimskaija oblast, Oekraïens: Кримська область; Krims’ka oblast; Krim-Tataars: Qırım vilâyeti) was van 1945 tot 1954 een oblast van de Russische Socialistische Federatieve Sovjetrepubliek en van 1954 tot 1991 een oblast van de Oekraïense Socialistische Sovjetrepubliek. Beide republieken waren onderdeel van de Sovjet-Unie. De hoofdstad was Simferopol.
De Krimse Oblast ontstond uit de op 30 juni 1945 afgeschafte Krimse Autonome Socialistische Sovjetrepubliek. De oblast ging van de Russische SFSR naar de Oekraïense SSR op 19 februari 1954. 
Volgens een volksraadpleging dat gehouden werd op 20 januari 1991 werd de Krimse Oblast opgewaardeerd tot Krimse Autonome Socialistische Sovjetrepubliek. Dit besluit werd op 12 februari 1991 door de Verchovna Rada uitgevoerd.